# Walter Clénin
Walter Clénin (* 19. Februar 1897 in Tschugg; † 2. Juni 1988 in Ligerz) war ein Schweizer Künstler und Professor für bildende Kunst. Sein Werk umfasst Malerei, Wandbilder, Mosaike, Lithografien und Zeichnungen.

## Leben und Werk
Walter Clénin besuchte von 1913 bis 1914 die Gewerbeschule Bern und von 1913 bis 1915 die École des Beaux-Arts in Genf. Nach dem Ersten Weltkrieg unternahm er Reisen nach München, Wien, Paris, Italien und Tunesien. 1921 und 1922 erhielt er ein Eidgenössisches Kunststipendium. Clénin war Mitglied der Sektion Bern der Gesellschaft Schweizerischer Maler, Bildhauer und Architekten. Zu seinen engeren Freunden zählten Jakob Probst und Traugott Senn.

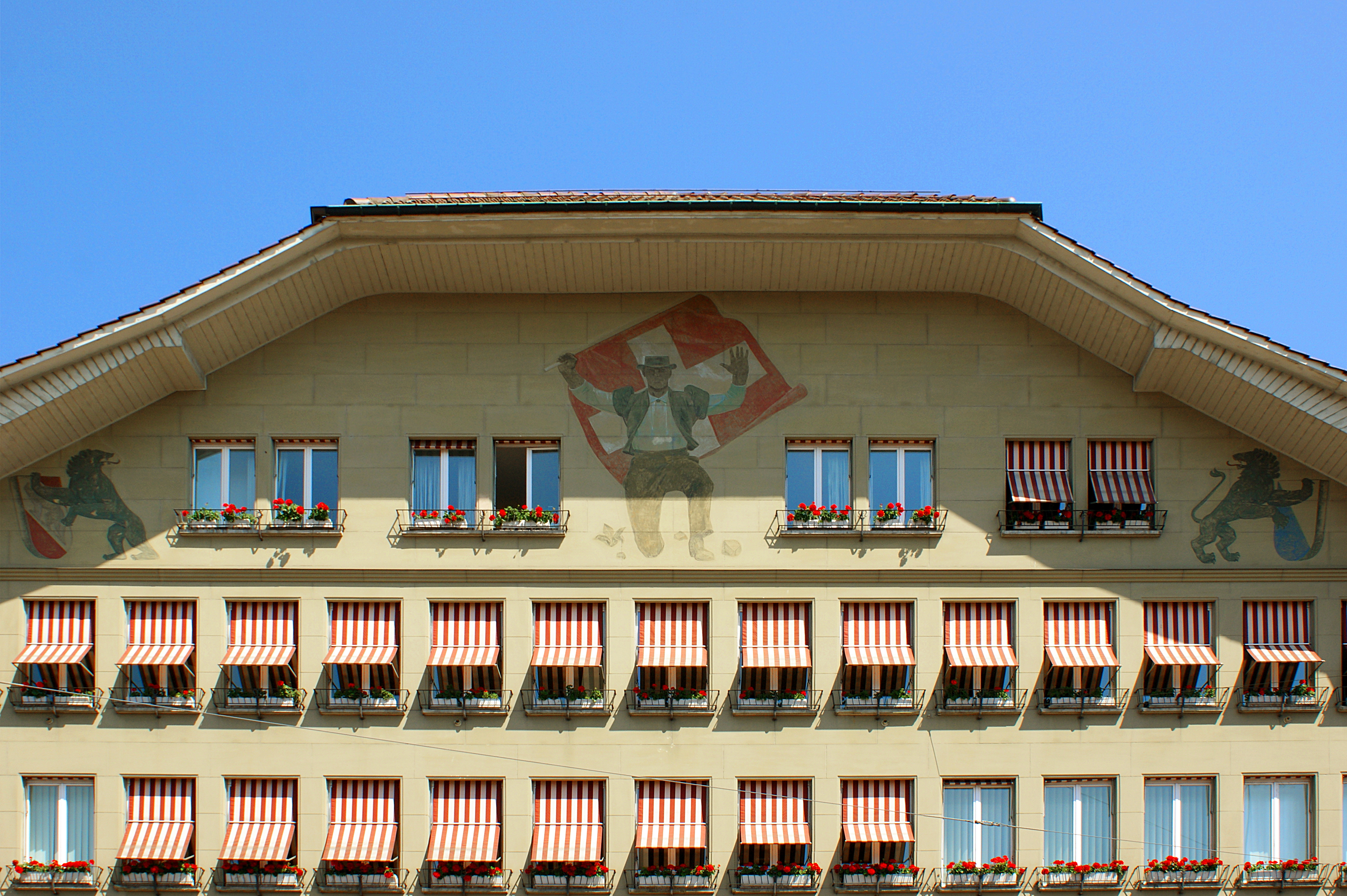
Wandmalerei Fahnenschwinger und Berner Bär von 1940, am Casinoplatz 2 in Bern

Clénin heiratete 1921 Hannuscha, geborene von Harten. Diese war die Tochter eines nach Bern emigrierten russischen Staatsminister. 1926 nahm er an der Biennale di Venezia teil. 1934 zog sich Clénin auf die Ruine Festi zurück, wo sich Ende der 1920er Jahre eine Künstlerkolonie um Elsi Giauque und ihren Mann Fernand Giauque gebildet hatte. 

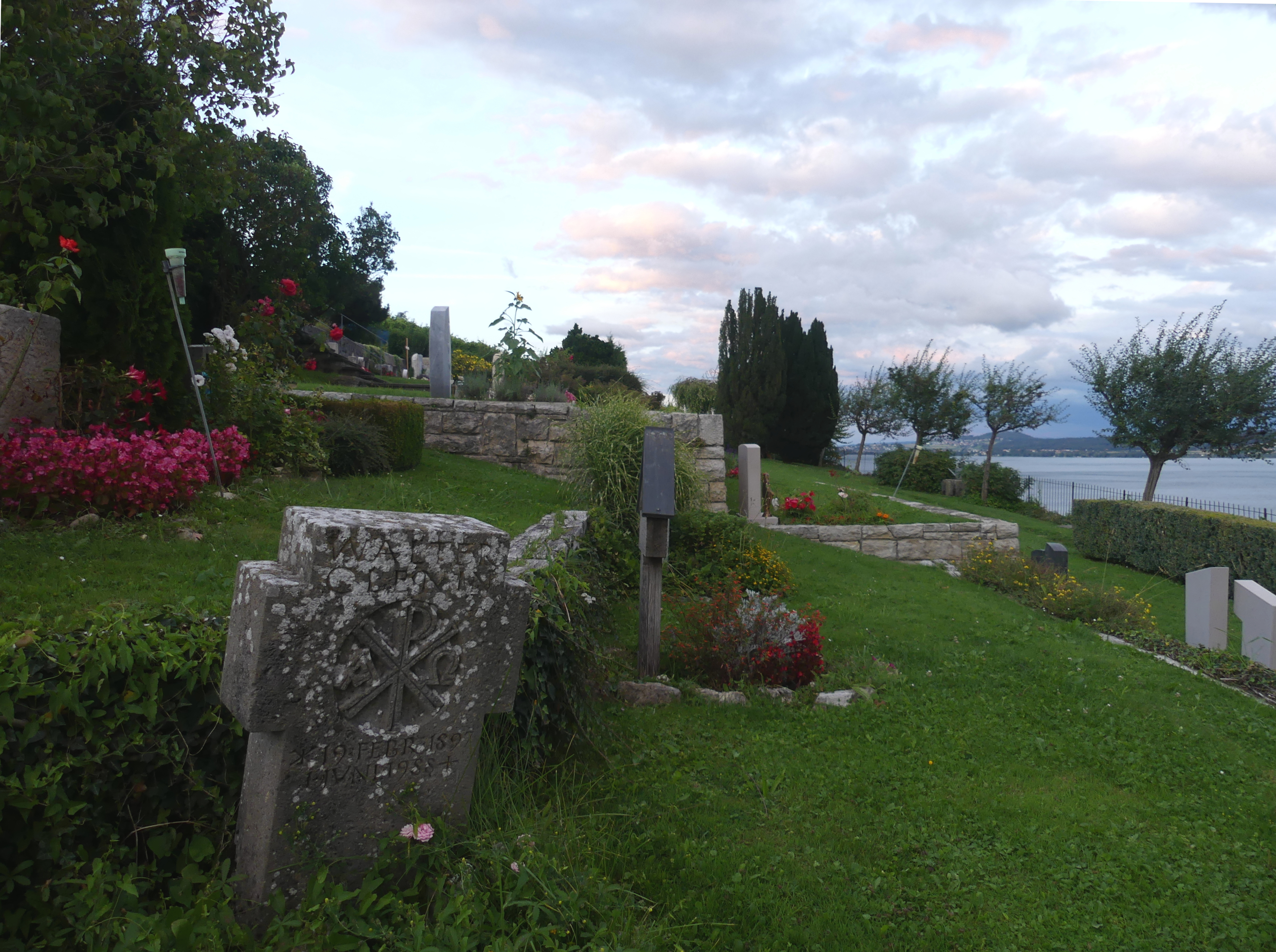
Clènins Grab in Ligerz

Clénin gehörte neben Heinrich Altherr, Paul Bodmer, Otto Plattner und Alfred Heinrich Pellegrini in der ersten Hälfte des 20. Jahrhunderts zu den meistbeschäftigten Wandmalern der Schweiz. So schuf er Wandbilder für die Aula der Universität Bern (1934) und für den Schweizer Pavillon an der Weltfachausstellung Paris 1937. Letzteres Wandgemälde wurde 1983 nach heftigen Kontroversen zugemauert. Zudem schuf Clénin von 1940 bis 1947 Wandbilder für Schulen sowie für das Schweizerische Bundesbriefmuseum. Von 1943 bis 1953 schuf er Wandbilder für das Wohlfahrtshaus der Maschinenfabrik Bührle und acht grosse Wandgemälde im grossen Audienzsaal des Bundesgerichts in Lausanne.
Clénin lebte von 1945 bis 1956 in Biel und schuf Wandgemälde für Kirchen und Kirchenhäuser im Kanton Bern. 1956 wurde er als Professor für architekturbezogene Malerei und Wandmaltechnik an die Rijksakademie in Amsterdam berufen. 1966 kehrte er mit seiner zweiten Frau, Christina Jolanda Petronella, geborene van den Ende, in die Schweiz zurück und war aktiv für den Heimatschutz und in der Denkmalpflege tätig.
Ligerz verlieh Clénin 1977 das Ehrenbürgerrecht.